# 18e cérémonie des Grammy Awards
La 18e cérémonie annuelle des Grammy Awards a eu lieu au Hollywood Palladium à Los Angeles le 28 février 1976.

## Palmarès
| Prix                                                                              | Artiste                              | Titre                                                                                              |
| --------------------------------------------------------------------------------- | ------------------------------------ | -------------------------------------------------------------------------------------------------- |
| Enregistrement de l'année                                                         | Captain and Tennille                 | Love Will Keep Us Together                                                                         |
| Album de l'année                                                                  | Paul Simon                           | Still Crazy After All These Years                                                                  |
| Chanson de l'année                                                                |                                      | Send in the Clowns                                                                                 |
| Meilleur nouvel artiste                                                           | Natalie Cole                         | Natalie Cole                                                                                       |
| Best Instrumental Arrangement                                                     |                                      | The Rockford Files                                                                                 |
| Best Arrangement Accompanying Vocalist(s)                                         | Ray Stevens                          | Misty                                                                                              |
| Best Engineered Recording - Non-Classical                                         |                                      | Between The Lines                                                                                  |
| Best Album Package                                                                |                                      | Honey                                                                                              |
| Best Album Notes                                                                  |                                      | Blood on the Tracks                                                                                |
| Best Producer Of The Year                                                         |                                      | Arif Mardin                                                                                        |
| Best Jazz Performance By A Soloist                                                | Dizzy Gillespie                      | Oscar Peterson And Dizzy Gillespie                                                                 |
| Best Jazz Performance By A Group                                                  | Chick Corea & Return To Forever      | No Mystery                                                                                         |
| Best Jazz Performance By A Big Band                                               | Michel Legrand & Phil Woods          | Images                                                                                             |
| Best Pop Vocal Performance, Female                                                | Janis Ian                            | At Seventeen                                                                                       |
| Best Pop Vocal Performance, Male                                                  | Paul Simon                           | Still Crazy After All These Years                                                                  |
| Best Pop Vocal Performance By A Group                                             | Eagles                               | Lyin' Eyes                                                                                         |
| Best Pop Instrumental Performance                                                 | Van McCoy                            | The Hustle                                                                                         |
| Best R&B Vocal Performance, Female                                                | Natalie Cole                         | This Will Be                                                                                       |
| Best R&B Vocal Performance, Male                                                  | Ray Charles                          | Living For The City                                                                                |
| Best R&B Vocal Performance By A Duo, Group Or Chorus                              | Earth, Wind and Fire                 | Shining Star                                                                                       |
| Best R&B Instrumental Performance                                                 | Silver Convention                    | Fly, Robin, Fly                                                                                    |
| Best Rhythm & Blues Song                                                          |                                      | Where Is The Love                                                                                  |
| Best Soul Gospel Performance                                                      | Andraé Crouch & The Disciples        | Take Me Back                                                                                       |
| Best Country Vocal Performance, Female                                            | Linda Ronstadt                       | I Can't Help It (If I'm Still In Love With You)                                                    |
| Best Country Vocal Performance, Male                                              | Willie Nelson                        | Blue Eyes Crying In The Rain                                                                       |
| Best Country Vocal Performance By A Duo Or Group                                  | Kris Kristofferson et Rita Coolidge  | Lover Please                                                                                       |
| Best Country Instrumental Performance                                             | Chet Atkins                          | The Entertainer                                                                                    |
| Best Country Song                                                                 |                                      | (Hey Won't You Play) Another Somebody Done Somebody Wrong Song                                     |
| Best Inspirational Performance                                                    | The Bill Gaither Trio                | Jesus, We Just Want To Thank You                                                                   |
| Best Gospel Performance (Other Than Soul Gospel)                                  | The Imperials                        | No Shortage                                                                                        |
| Best Ethnic Traditional Recording                                                 | Muddy Waters                         | The Muddy Waters Woodstock Album                                                                   |
| Best Latin Recording                                                              | Eddie Palmieri                       | Sun Of Latin Music                                                                                 |
| Best Recording For Children                                                       | Richard Burton                       | The Little Prince                                                                                  |
| Best Comedy Recording                                                             | Richard Pryor                        | Is It Something I Said?                                                                            |
| Best Spoken Word Recording                                                        | James Whitmore                       | Give 'Em Hell Harry                                                                                |
| Best Instrumental Composition                                                     |                                      | Images                                                                                             |
| Album Of Best Original Score Written For A Motion Picture Or A Television Special | John Williams                        | Jaws                                                                                               |
| Best Cast Show Album                                                              |                                      | The Wiz                                                                                            |
| Album Of The Year, Classical                                                      |                                      | Beethoven: Symphonies (9) Complete                                                                 |
| Best Classical Performance - Orchestra                                            | Orchestre philharmonique de New York | Ravel: Daphnis Et Chloe (Complete Ballet)                                                          |
| Best Opera Recording                                                              |                                      | Mozart: Cosi Fan Tutte                                                                             |
| Best Choral Performance, Classical (Other Than Opera)                             |                                      | Orff: Carmina Burana                                                                               |
| Best Chamber Music Performance                                                    |                                      | Schubert: Trios Nos. 1 In B Flat, Op. 99 And 2 In E Flat, Op. 100 (Piano Trios)                    |
| Best Classical Performance Instrumental Soloist Or Soloists (With Orchestra)      |                                      | Ravel: Concerto For Left Hand And Concerto For Piano In G/Faure: Fantaisie For Piano And Orchestra |
| Best Classical Performance Instrumental Soloist Or Soloists (Without Orchestra)   | Nathan Milstein                      | Bach: Sonatas And Partitas For Violin Unaccompanied                                                |
| Best Classical Vocal Soloist Performance                                          | Orchestre philharmonique d'Israël    | Mahler: Kindertotenlieder                                                                          |
| Best Album Notes, Classical                                                       | Gunther Schuller                     | Footlifters                                                                                        |
| Best Engineered Recording, Classical                                              |                                      | Ravel: Daphnis Et Chloe (Complete Ballet)                                                          |